# Constitution lituanienne de 1992
Lire en ligne

Consulter

La Constitution de la Lituanie est la loi fondamentale de Lituanie qui fut approuvée par référendum le 25 octobre 1992.

## Constitutions précédentes
Les constitutions précédentes de la Lituanie sont :
- la Constitution lituanienne de 1922 ;
- la Constitution lituanienne de 1928 ;
- la Constitution lituanienne de 1938 ;
- la Constitution lituanienne de 1940 ;
- la Constitution lituanienne de 1978.

Les deux dernières interviennent dans le cadre de la République socialiste soviétique de Lituanie, faisant alors partie de l’Union soviétique.

## Sources
- (en) Cet article est partiellement ou en totalité issu de l’article de Wikipédia en anglais intitulé « Constitution of Lithuania » (voir la liste des auteurs).

## Compléments